# Kinološki savez Herceg-Bosne
Kinološki savez Herceg-Bosne je središnja i krovna udruga hrvatskih kinoloških društava u BiH. Područje djelovanja Saveza je teritorij Federacije Bosne i Hercegovine a i šire sukladno pozitivnim propisima. U Kinološki savez se zbog značenja kinologije na tom području, njene promidžbe, poglavito zbog uzgajanja, školovanja, ocjenjivanja i zaštite čistokrvnih pasa te osposobljavanja stručnog kinološkog kadra udružuju kinološke udruge u svojstvu pravnih osoba radi ostvarivanja i unapređivanja zajedničkih interesa i ciljeva. Kinološki savez Herceg-Bosne je udruga s područja Bosne i Hercegovine i djeluje sukladno propisima, moralom i kinološkom etikom. 
Sjedište je na Širokom Brijegu, Zagrebačka bb. Registriran je 1998. godine.

## Vanjske poveznice
- Kinološki savez Herceg-Bosne